# Досягаєв Олександр Сергійович
Олександр Сергійович Досягаєв (рос. Александр Сергеевич Досягаев; 4 вересня 1989, Дмитрівка, Нікіфоровський район, Тамбовська область, РРФСР — 25 травня 2022, Василівка, Україна) — російський військовослужбовець, гвардії підполковник ПДВ РФ (квітень 2022). Герой Російської Федерації (посмертно). Підозрюваний у скоєнні воєнних злочинів.

## Біографія
Виріс в селищі Дмитрівка в Тамбовській області, де закінчив Нікіфоровську середню школу № 1. У 2006—2011 роках навчався в Рязанському повітрянодесантному командному училищі, після закінчення якого був призначений командиром парашутно-десантного взводу 104-го десантно-штурмового полку 76-ї десантно-штурмової дивізії. Учасник анексії Криму та інтервенції в Сирію.
З 24 лютого 2022 року брав участь у вторгненні в Україну, командир 2-го батальйону 104-го полку 76-ї десантно-штурмової дивізії, який діяв у західній частині Київської області, потім — на сході України. Підпорядковані Досягаєву підрозділи причетні до скоєння воєнних злочинів проти мирного населення в Бучі та Ірпені.
За повідомленням російських джерел, 25 травня 2022 року вбитий у бою в районі Василівки на Запоріжжі.

## Воєнні злочини
Служба безпеки України ідентифікувала Олександра Досягаєва як одного з командирів, який здійснював воєнні злочини на території України, зокрема 4 березня 2022 року віддав наказ розстріляти місцевого жителя і трьох волонтерів у Бучі, підрозділ Досягаєва брав активну у фільтраційних заходах. 24 листопада 2023 року вже загиблому Досягаєву повідомлено про підозру за ч. 2 ст. 438 Кримінального кодексу України (порушення законів та звичаїв війни, поєднане з умисним вбивством).

## Сім'я
Був одружений. Жінка — Марія, військовослужбовець, фельдшер, також служить в 104-му полку. В пари народились 2 доньки — Вікторія та Анастасія. Родина живе в Пскові. Є молодший брат Олексій.

## Нагороди
Отримав численні нагороди, серед яких:
- Медаль ордена «За заслуги перед Вітчизною» 2-го ступеня
- Медаль «За військову доблесть» 2-го ступеня
- Медаль «За відзнаку у військовій службі» 3-го ступеня (10 років)
- Медаль «За участь у військовому параді в День Перемоги»
- Медаль «За повернення Криму»
- Медаль «Учаснику військової операції в Сирії»
- Переможець 8-го Всеармійського фестивалю «Армія Росії — 2021» і номінації «Крилата піхота» (найкращий командир підрозділу ПДВ) (жовтень 2021)
- Орден Мужності (травень 2022)
- Звання «Герой Російської Федерації» (10 вересня 2022, посмертно) — «за мужність і героїзм, проявлені під час виконання військового обов'язку.» 30 вересня медаль «Золота зірка» була передана рідним Дасягаєва.